# ゲブゼ
ゲブゼ（トルコ語: Gebze）は、トルコのコジャエリ県にある工業都市。マルマラ海北岸、イスタンブールの東50キロほどに位置する。古くはダキビザ (Dakibyza) やリビッサ (Libyssa) とも呼ばれた。近年急速に発展し、人口も1990年の16万人から2009年には28万人に急増、県内最大の都市になっている。
紀元前183年、逃亡生活を送っていたハンニバルは当時の港湾都市リビッサで自害した。
ゲブゼから切れ込んだ湾の対岸のヤロヴァ県まで、全長4kmのイズミット湾大橋をかける計画が進んでいる。

## 姉妹都市
- カラコル（キルギス）